# アルアイン (競走馬)
アルアイン（欧字名:Al Ain 香:艾恩遺跡、2014年5月1日 - ）は、日本の競走馬・種牡馬。主な勝ち鞍は2017年の皐月賞、2019年の大阪杯。
馬名の由来は、UAEアブダビ首長国東部にある遺跡群（アル・アインの文化的遺跡群）から。ユネスコの世界遺産で、アラビア語で「泉」（العين,al-‘ayn / al-‘ain）の意。母ドバイマジェスティにちなんでの命名。

## 経歴

### 2歳（2016年）
10月29日の京都競馬場芝1600m新馬戦でデビュー。1番人気に応え2着に0.1秒差を付けデビュー戦を勝利で飾る。
2戦目は昇級戦となる12月23日の阪神競馬場芝1600m千両賞に出走。ここでは後にシンザン記念を制するキョウヘイに1馬身差を付け2連勝となる。

### 3歳（2017年）
2017年の初戦は1月8日京都競馬場のシンザン記念に出走。2番人気に推されたが、直線で大きな不利を受けたことにより前走1馬身差で破ったキョウヘイの後塵を拝し6着に敗れる。
休養をはさみ、3月25日の毎日杯に2番人気で出走。レースでは逃げたテイエムヒッタマゲを直線で捕らえ、また1番人気の僚馬サトノアーサーの追い込みを凌ぎ重賞初制覇を果たした。
迎えたクラシック三冠の一冠目、4月16日の皐月賞では同父の牝馬ファンディーナが出走することで注目が集まる中、単勝オッズ22.4倍の9番人気にとどまる。レースでは中団より前で進め、最終コーナーで前へ進出した。最後の直線では先に先頭に立ったダンビュライト (武豊)を捉えて先頭に立つと最後は追いすがる僚馬ペルシアンナイト (M.デムーロ)を振り切りゴール。GI初制覇を飾った。勝ちタイムは1分57秒8と、前年の皐月賞でディーマジェスティが記録したレースレコードをコンマ1秒上回り、また2015年の中山金杯で同厩舎のラブリーデイが記録した1分57秒8のコースレコードと同タイムだった。騎乗した松山弘平はこの勝利により中央GI初制覇となった。この時、決勝線手前で外側に斜行しダンビュライトの進路を妨害したため、騎乗した松山弘平騎手に過怠金5万円の制裁となった。
二冠を目指して挑んだ次走5月28日の東京優駿は距離不安が懸念されていたこともあり、6.3倍の4番人気で迎えた。前半1000m63秒2という超スローペースを3番手から追走し、道中でレイデオロやペルシアンナイトが一気に前に上がって行く展開の中でも位置をキープして直線を迎えたが、5着に終わった。
秋初戦は9月18日のセントライト記念から始動し、1.7倍の圧倒的支持を受けた。レースでは5番手から競馬を進めて直線半ばで先頭に立ったが、外から追い込んできたミッキースワローに差し切られ2着に敗れた。続く10月22日の菊花賞では神戸新聞杯でレイデオロの2着となっていたキセキに次ぐ2番人気に推されたが、台風21号の影響で歴史的な不良馬場になっていたことが影響し、先団から伸びきれず7着となった。

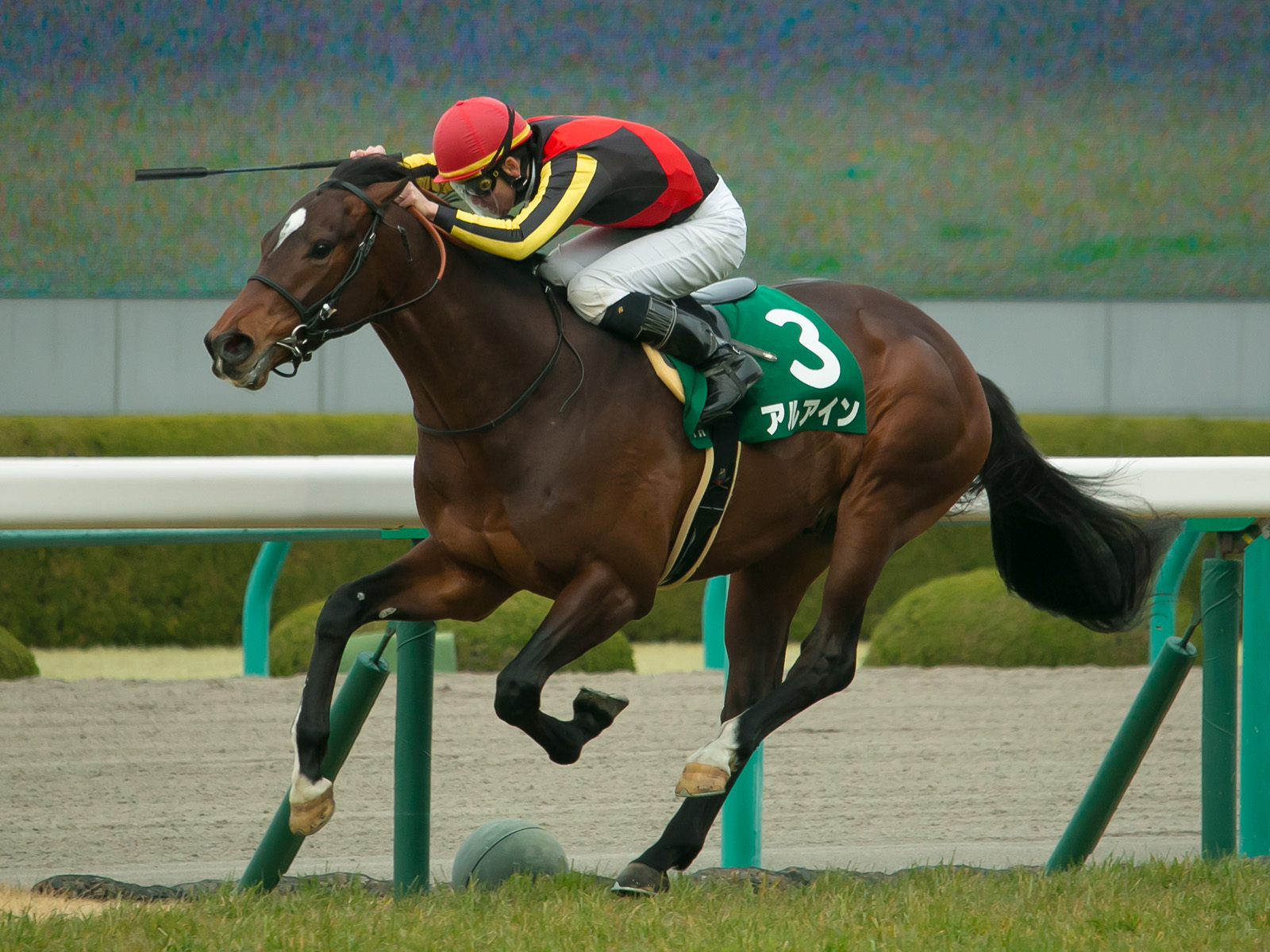
毎日杯
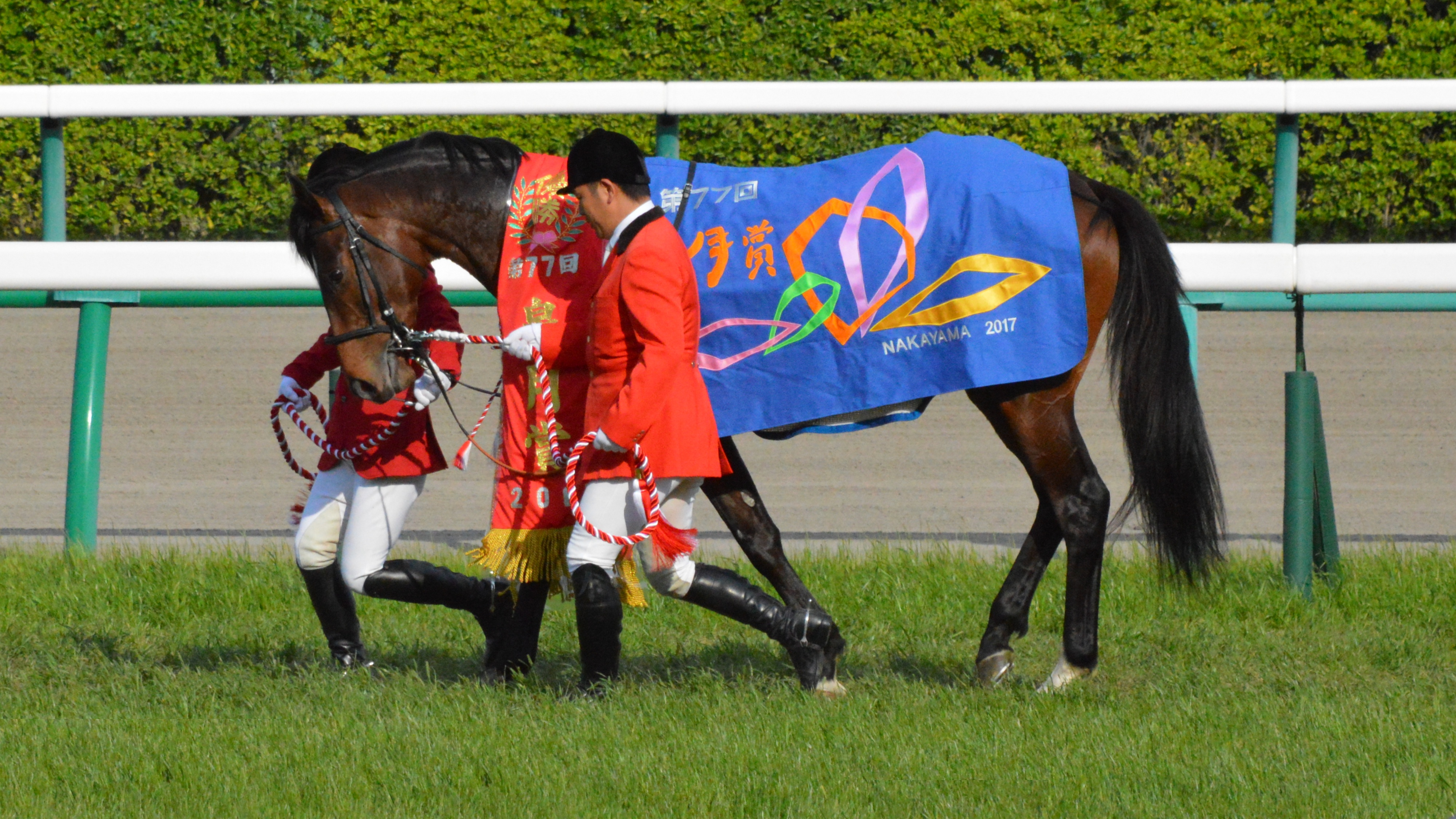
皐月賞

### 4歳（2018年）
2018年の初戦は2月11日の京都記念を選択。5番手追走から直線で外から前を追い、クリンチャーには敗れたもののレイデオロには先着し2着に入った。続いて4月1日の大阪杯に出走し、金鯱賞を制したスワーヴリチャードに次ぐ2番人気の支持を受けた。スワーヴリチャードが向こう正面で一気に先頭に立つ中で先団に位置を取り、直線では前を行くスワーヴリチャードを追ったが差を詰められず、外から追い込んできたペルシアンナイトにも差されて3着に終わった。次走は初の海外遠征となる4月29日のクイーンエリザベス2世カップにダンビュライトと共に出走したが、直線では伸びを欠き5着となった。
その後は放牧を挟み、9月23日のオールカマーで復帰。2番手に位置を取って直線で一旦は先頭に立ったが、内からレイデオロに交わされてクビ差の2着に敗れた。10月28日の天皇賞（秋）では本馬を含めGI馬が7頭出走する中で5番人気となり、先手を取ったキセキを2番手から追走。直線でも粘りを見せ、勝ったレイデオロから0秒4差の4着に入った。次走は3歳時のシンザン記念以来のマイル戦となるマイルチャンピオンシップに出走。逃げたアエロリットを前に見ながら先団に位置を取り、直線で内から伸びて来たステルヴィオとペルシアンナイトには差されたものの3着に健闘した。

### 5歳（2019年）
2019年の初戦として3月10日の金鯱賞に出走。鞍上は北村友一を予定していたが、落馬負傷の影響で柴山雄一に乗り替わりとなった。このレースからブリンカーを着用し、ダノンプレミアムやリスグラシューなども出走する中で3番人気に推され、好位の一角でレースを進めたが、直線では伸びを欠いて5着に敗れた。
その後は鞍上に北村友一を迎え、前年に引き続き大阪杯に出走。前年の有馬記念馬ブラストワンピースや、天皇賞（秋）の後ジャパンカップでアーモンドアイの2着に逃げ粘ったキセキなどが揃い、単勝オッズは出走馬14頭中9番人気に留まったが、レースでは前半1000m61秒台のゆったりとした流れの中で4番手の好位につけると、直線では内を突いて先頭のエポカドーロを交わし、外から追い込んできたキセキと最内から伸びてきたワグネリアンを振り切って優勝。皐月賞以来約2年振りとなる勝利をGI2勝目で飾った。また、鞍上の北村友一にとってはこれがJRA・GI初制覇となった。
続いてアーモンドアイ、レイデオロ、キセキに次ぐファン投票4位の票数を集めた宝塚記念に出走。好スタートから3番手に位置を取ったが、直線では前を行くキセキとリスグラシューに差を開けられ、さらに外からスワーヴリチャードに差されて4着となった。（詳細は第60回宝塚記念を参照）
秋初戦となった天皇賞（秋）はアーモンドアイ、ダノンプレミアム、サートゥルナーリアなどGI馬10頭が出走する一戦となったが、本レースでは圧倒的に不利とされる16頭中16番枠の大外からの発走となり、距離ロスに加えてレースレコードに0.1秒差という高速決着の中、直線で失速して初の2桁着順となる14着に敗退した。（詳細は第160回天皇賞を参照）
11月17日、2018年に3着となったマイルチャンピオンシップに出走。鞍上にはデビュー戦以来となるライアン・ムーアが起用されたが、16着に終わった。ムーアはレース後、「もう少し前で運びたかった。今回のマイルは忙しかったです」と回顧した。
12月4日、所有するサンデーレーシングから次走の第64回有馬記念を以って現役を引退し、翌年からブリーダーズ・スタリオン・ステーションにて種牡馬入りすることが発表された。12月22日の有馬記念では2年前のダービー以来のコンビとなる松山弘平鞍上で出走、好位でレースを進めるも直線で一杯になり11着に終わった。松山はレース後、「この舞台に連れてきてくださった関係者と馬に感謝しています。スタートも良く、しっかり反応して最後まで頑張ってくれました」とコメントした。
その後12月27日付で競走馬登録を抹消。引退後はブリーダーズ・スタリオン・ステーションで種牡馬となる。

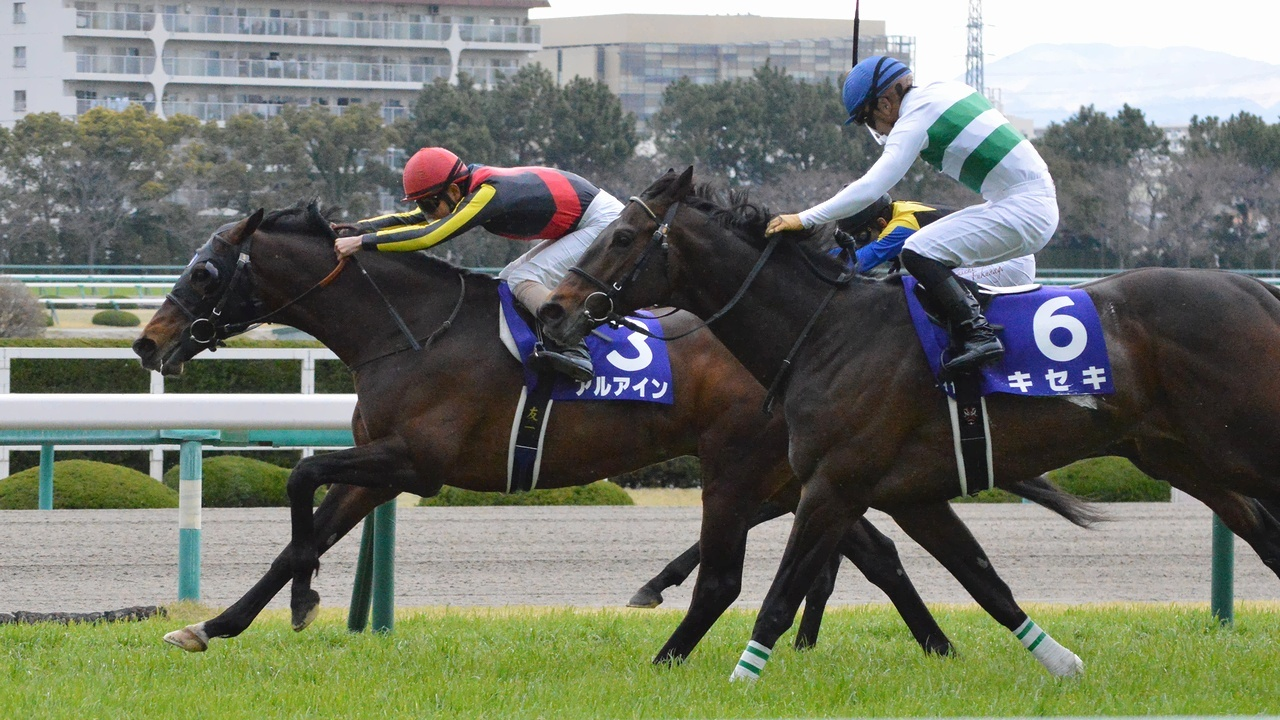
大阪杯
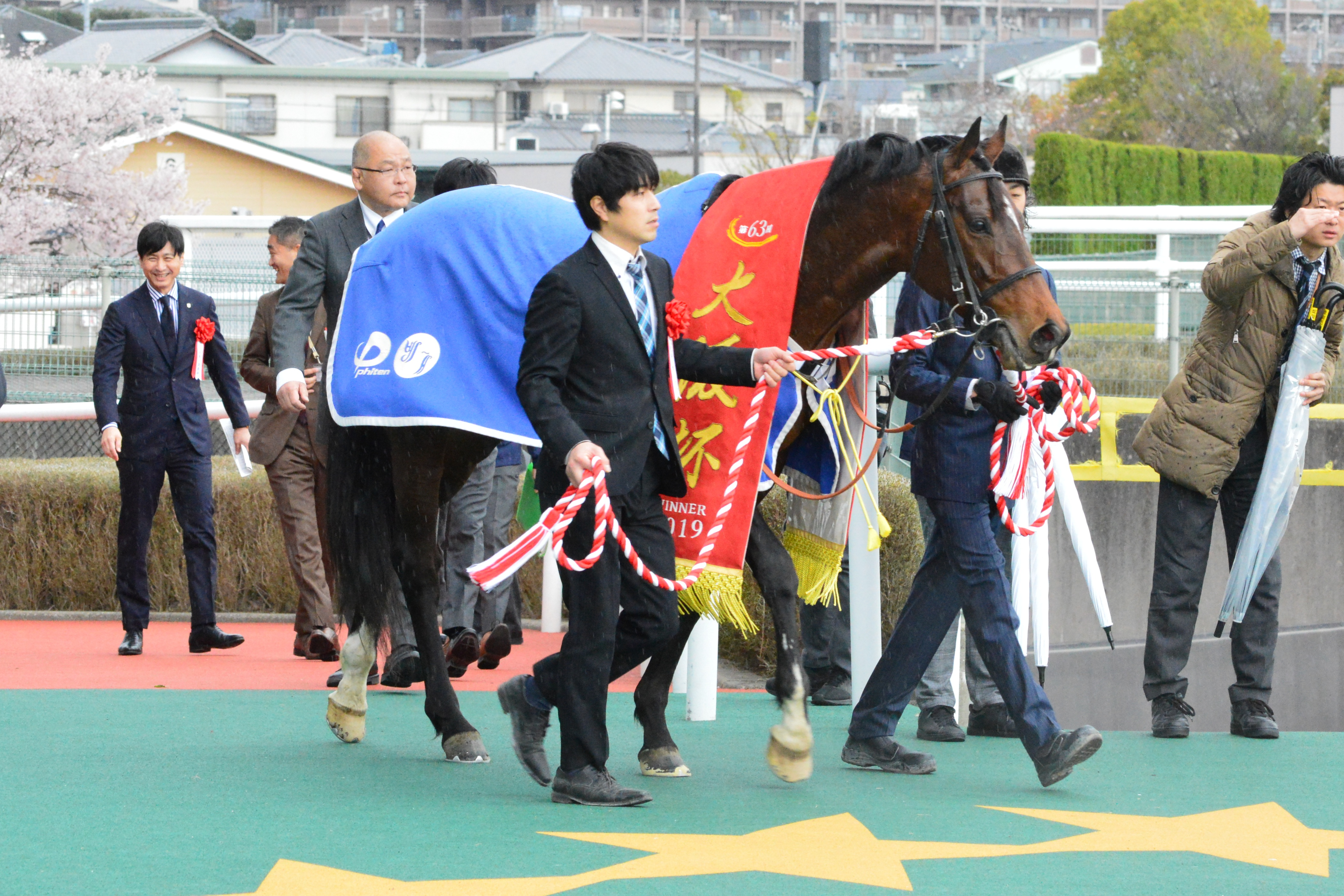
表彰式

## 競走成績
| 競走日     | 競馬場 | 競走名           | 格      | 距離（馬場）  | 頭 数 | 枠 番 | 馬 番 | オッズ （人気） | 着順 | タイム (上り3F) | 着差  | 騎手         | 斤量 [kg] | 1着馬（2着馬）       | 馬体重 [kg] |
| ---------- | ------ | ---------------- | ------- | ------------- | ----- | ----- | ----- | --------------- | ---- | --------------- | ----- | ------------ | --------- | -------------------- | ----------- |
| 2016.10.29 | 京都   | 2歳新馬          |         | 芝1600m（良） | 13    | 6     | 8     | 002.30 (1人)    | 01着 | 01:34.9 (35.1)  | -0.1  | R.ムーア     | 55        | （キラービューティ） | 518         |
| 0000.12.23 | 阪神   | 千両賞           | 500万下 | 芝1600m（重） | 15    | 3     | 5     | 002.20 (1人)    | 01着 | 01:36.5 (35.1)  | -0.2  | V.シュミノー | 55        | （キョウヘイ）       | 518         |
| 2017.01.08 | 京都   | シンザン記念     | GIII    | 芝1600m（重） | 15    | 4     | 7     | 003.60 (2人)    | 06着 | 01:48.1 (35.7)  | -0.8  | V.シュミノー | 56        | キョウヘイ           | 514         |
| 0000.03.25 | 阪神   | 毎日杯           | GIII    | 芝1800m（良） | 8     | 3     | 3     | 007.70 (2人)    | 01着 | 01:46.5 (34.3)  | -0.1  | 松山弘平     | 56        | （サトノアーサー）   | 520         |
| 0000.04.16 | 中山   | 皐月賞           | GI      | 芝2000m（良） | 18    | 6     | 11    | 022.40 (9人)    | 01着 | 01:57.8 (34.2)  | -0.0  | 松山弘平     | 57        | （ペルシアンナイト） | 518         |
| 0000.05.28 | 東京   | 東京優駿         | GI      | 芝2400m（良） | 18    | 4     | 7     | 006.30 (4人)    | 05着 | 02:27.2 (33.7)  | -0.3  | 松山弘平     | 57        | レイデオロ           | 516         |
| 0000.09.18 | 中山   | セントライト記念 | GII     | 芝2200m（良） | 15    | 4     | 7     | 001.70 (1人)    | 02着 | 02:13.0 (33.8)  | -0.3  | C.ルメール   | 56        | ミッキースワロー     | 526         |
| 0000.10.22 | 京都   | 菊花賞           | GI      | 芝3000m（不） | 18    | 8     | 16    | 004.90 (2人)    | 07着 | 03:19.7 (40.6)  | -0.8  | C.ルメール   | 57        | キセキ               | 520         |
| 2018.02.11 | 京都   | 京都記念         | GII     | 芝2200m（重） | 10    | 8     | 10    | 006.60 (3人)    | 02着 | 02:16.3 (36.2)  | -0.2  | 川田将雅     | 57        | クリンチャー         | 522         |
| 0000.04.01 | 阪神   | 大阪杯           | GI      | 芝2000m（良） | 16    | 4     | 8     | 003.60 (2人)    | 03着 | 01:58.4 (34.0)  | -0.2  | 川田将雅     | 57        | スワーヴリチャード   | 516         |
| 0000.04.29 | 沙田   | QE2世C           | G1      | 芝2000m（良） | 8     | 6     | 2     | 011.00 (4人)    | 05着 | 02:01.25        | -1.04 | C.デムーロ   | 57        | Pakistan Star        | 516         |
| 0000.09.23 | 中山   | オールカマー     | GII     | 芝2200m（良） | 12    | 1     | 1     | 005.00 (3人)    | 02着 | 02:11.2 (34.9)  | -0.0  | 北村友一     | 57        | レイデオロ           | 518         |
| 0000.10.28 | 東京   | 天皇賞（秋）     | GI      | 芝2000m（良） | 12    | 5     | 7     | 012.70 (5人)    | 04着 | 01:57.2 (34.5)  | -0.4  | 北村友一     | 58        | レイデオロ           | 512         |
| 0000.11.18 | 京都   | マイルCS         | GI      | 芝1600m（良） | 18    | 2     | 3     | 006.60 (4人)    | 03着 | 01:33.5 (34.5)  | -0.2  | 川田将雅     | 57        | ステルヴィオ         | 520         |
| 2019.03.10 | 中京   | 金鯱賞           | GII     | 芝2000m（稍） | 13    | 7     | 10    | 006.80 (3人)    | 05着 | 02:01.0 (35.0)  | -0.9  | 柴山雄一     | 57        | ダノンプレミアム     | 528         |
| 0000.03.31 | 阪神   | 大阪杯           | GI      | 芝2000m（良） | 14    | 3     | 3     | 022.20 (9人)    | 01着 | 02:01.0 (35.2)  | -0.0  | 北村友一     | 57        | （キセキ）           | 524         |
| 0000.06.23 | 阪神   | 宝塚記念         | GI      | 芝2200m（良） | 12    | 4     | 4     | 008.40 (5人)    | 04着 | 02:11.9 (36.1)  | -1.1  | 北村友一     | 58        | リスグラシュー       | 520         |
| 0000.10.27 | 東京   | 天皇賞（秋）     | GI      | 芝2000m（良） | 16    | 8     | 16    | 067.90 (9人)    | 14着 | 01:58.7 (36.2)  | -2.5  | 北村友一     | 58        | アーモンドアイ       | 516         |
| 0000.11.17 | 京都   | マイルCS         | GI      | 芝1600m（良） | 17    | 5     | 10    | 015.50 (5人)    | 16着 | 01:34.9 (35.4)  | -1.9  | R.ムーア     | 57        | インディチャンプ     | 526         |
| 0000.12.22 | 中山   | 有馬記念         | GI      | 芝2500m（良） | 16    | 7     | 13    | 160.6 (15人)    | 11着 | 02:32.8 (38.0)  | -2.3  | 松山弘平     | 57        | リスグラシュー       | 526         |

以上の「競走成績」における内容はnetkeiba.comに基づく。

## 種牡馬成績

### 主な産駒
- 2021年産
  - コスモキュランダ（2024年弥生賞ディープインパクト記念）[50]

## 血統表
| アルアインの血統                                 | アルアインの血統                                       | アルアインの血統             | （血統表の出典）             | （血統表の出典） |
| 父系                                             | サンデーサイレンス系                                   | サンデーサイレンス系         | サンデーサイレンス系         | [ § 2 ]          |
| 父 ディープインパクト 2002 鹿毛                  | 父の父*サンデーサイレンス Sunday Silence 1986 青鹿毛   | Halo                         | Hail to Reason               | Hail to Reason   |
| 父 ディープインパクト 2002 鹿毛                  | 父の父*サンデーサイレンス Sunday Silence 1986 青鹿毛   | Halo                         | Cosmah                       |                  |
| 父 ディープインパクト 2002 鹿毛                  | 父の父*サンデーサイレンス Sunday Silence 1986 青鹿毛   | Wishing Well                 | Understanding                | Understanding    |
| 父 ディープインパクト 2002 鹿毛                  | 父の父*サンデーサイレンス Sunday Silence 1986 青鹿毛   | Wishing Well                 | Mountain Flower              |                  |
| 父 ディープインパクト 2002 鹿毛                  | 父の母*ウインドインハーヘア Wind in Her Hair 1991 鹿毛 | Alzao                        | Lyphard                      | Lyphard          |
| 父 ディープインパクト 2002 鹿毛                  | 父の母*ウインドインハーヘア Wind in Her Hair 1991 鹿毛 | Alzao                        | Lady Rebecca                 |                  |
| 父 ディープインパクト 2002 鹿毛                  | 父の母*ウインドインハーヘア Wind in Her Hair 1991 鹿毛 | Burghclere                   | Busted                       | Busted           |
| 父 ディープインパクト 2002 鹿毛                  | 父の母*ウインドインハーヘア Wind in Her Hair 1991 鹿毛 | Burghclere                   | Highclere                    |                  |
| 母 *ドバイマジェスティ Dubai Majesty 2005 黒鹿毛 | 母の父Essence of Dubai 黒鹿毛 1999                     | Pulpit                       | A.P. Indy                    | A.P. Indy        |
| 母 *ドバイマジェスティ Dubai Majesty 2005 黒鹿毛 | 母の父Essence of Dubai 黒鹿毛 1999                     | Pulpit                       | Preach                       |                  |
| 母 *ドバイマジェスティ Dubai Majesty 2005 黒鹿毛 | 母の父Essence of Dubai 黒鹿毛 1999                     | Epitome                      | Summing                      | Summing          |
| 母 *ドバイマジェスティ Dubai Majesty 2005 黒鹿毛 | 母の父Essence of Dubai 黒鹿毛 1999                     | Epitome                      | Honest and True              |                  |
| 母 *ドバイマジェスティ Dubai Majesty 2005 黒鹿毛 | 母の母Great Majesty 黒鹿毛 1990                        | Great Above                  | Minnesota Mac                | Minnesota Mac    |
| 母 *ドバイマジェスティ Dubai Majesty 2005 黒鹿毛 | 母の母Great Majesty 黒鹿毛 1990                        | Great Above                  | Ta Wee                       |                  |
| 母 *ドバイマジェスティ Dubai Majesty 2005 黒鹿毛 | 母の母Great Majesty 黒鹿毛 1990                        | Mistic Majesty               | His Majesty                  | His Majesty      |
| 母 *ドバイマジェスティ Dubai Majesty 2005 黒鹿毛 | 母の母Great Majesty 黒鹿毛 1990                        | Mistic Majesty               | Necaras Miss                 |                  |
| 母系(F-No.)                                      | ドバイマジェスティ系(FN:2-s)                           | ドバイマジェスティ系(FN:2-s) | ドバイマジェスティ系(FN:2-s) | [ § 3 ]          |
| 5代内の近親交配                                  | アウトブリード                                         | アウトブリード               | アウトブリード               | [ § 4 ]          |
| 出典                                             | 1. 2. 3. 4.                                            | 1. 2. 3. 4.                  | 1. 2. 3. 4.                  | 1. 2. 3. 4.      |

- 母ドバイマジェスティは2010年BCフィリー&メアスプリントの勝ち馬[53]。
- 全弟シャフリヤールは2021年東京優駿、2022年ドバイシーマクラシックの勝ち馬。2021年毎日杯を勝ち、本馬との兄弟同一重賞制覇を果たしている。
- 全姉ジュベルアリの産駒に2024年中京記念、2025年中山金杯勝ち馬のアルナシーム。
- 4代母の半姉Towson Missの子孫にVilzak[54]（1987年ハリウッドターフカップS）、サムロマンス[55]（1988年フリゼットS・メイトロンSほかGI2着3回、本邦輸入）、De Roche[56]（1989年ジェロームH）、Garswood[57]（2014年モーリス・ド・ゲスト賞）、Dona Bruja[58]（2016年亜GIコパ・デ・プラタ）など。
- 4代母の半姉Towson Town Galの子孫にFreedom Cry[59]（1993年サンタモニカH）、Manistique[60]（1999年サンタマルガリータH・ヴァニティーH（現ビホルダーマイルS）、2000年サンタマリアH）、Unbridled Command（2012年ハリウッドダービー）。
- 6代母Knight Galまで遡るとムタファーウエク（GI4勝）やPalace Malice[61]（2013年ベルモントS、2014年メトロポリタンH）なども近親にあたる。

## エピソード
- 2017年の皐月賞では松山弘平に、2019年の大阪杯では北村友一にそれぞれJRA・GI初制覇をもたらしている。また、この2つのGIは奇しくも共に9番人気での出走だった[62][63]。
- 一口馬主のサンデーレーシング所有馬で、元中日ドラゴンズの山本昌が一口250万円出資している。出資する際、アルアインとリナーテ（サトノダイヤモンドの半妹）の2頭に絞って何度もビデオを見直し迷った末にアルアインの方にしたという。皐月賞を制した際には口取りにも参加した[64][65]。